# Empresa en segunda etapa
Una empresa en segunda etapa, o, en inglés Second Stage Company, es aquella organización que ha sobrevivido a la etapa inicial de desarrollo y tiene potencial para crecer pero aún no ha alcanzado la madurez. Las empresas durante esta etapa comúnmente tienen entre 10 y 99 empleados y cuentan con ingresos de unos cincuenta millones de dólares al año. Estas empresas son extremadamente valiosas para la economía, ya que contribuyen a una parte significativa de la riqueza y la creación de empleo. En Estados Unidos solamente, las empresas en la segunda etapa representaron el 11 % de todas las empresas entre 1995 y 2009 y contribuyeron al 36 % de los empleos, el 25 % del crecimiento positivo y el 38 % de ventas.
Una empresa en segunda etapa requiere una serie de condiciones diferentes a las de su etapa de inicio (startup), como una cultura corporativa única, prácticas gerenciales proactivas, un gobierno corporativo inteligente, un liderazgo fuerte y la obtención de nuevo capital. Una de las características que más distinguen a estas empresas es su potencial para crecer y su constante búsqueda de nuevos mercados a nivel global. 
En años recientes, varias organizaciones han reconocido la creciente importancia no sólo de atraer a nuevas empresas a sus ciudades sino de ayudar a consolidar a las empresas en segunda etapa ya establecidas para que sigan un trayecto próspero y saludable.